# Mergo
Mergo – miejscowość i gmina we Włoszech, w regionie Marche, w prowincji Ankona.
Według danych na styczeń 2010 gminę zamieszkiwały 1102 osoby przy gęstości zaludnienia 151,8 os./1 km².